# Cineflix
Cineflix Media — міжнародна компанія з виробництва та розповсюдження медіапродукції. Штаб-квартира розташована в Монреалі (Квебек, Канада). Має філії в Торонто, Нью-Йорку, Лондоні та Дубліні .
Серед дочірніх компаній є розташована у Великій Британії компанія Cineflix Rights, яка займається міжнародним розповсюдженням документальних та сценарійних програм; Cineflix Studios, яка забезпечує співпрацю, співфінансування та розповсюдження сценарного контенту в США, Канади та на міжнародних ринках; та Cineflix Productions, його телевізійна компанія з виробництва та розвитку, що базується в Торонто та Нью-Йорку. Cineflix також має партнерські стосунки з виробничою компанією Buccaneer Media, яка проводила такі шоу, як Marcella .

## Постановки
- Американські збирачі
- Будинок тварин: життя собаки
- Канадські збирачі
- Мідь
- Діло
- Діло: Чикаго
- Клуб детективів: Новий Орлеан
- Собаки з вакансіями
- Брудний багатий путівник
- Фінал 24
- Перегортання незайманих
- Харчова фабрика
- Харчова фабрика США
- Під прикриттям
- Домашня фабрика
- У невідоме
- Розслідування авіакатастроф
- Марцелла
- Мотиви та вбивства: розтріскування справи
- Моє підліткове весілля
- Власність братів
- Property Brothers: Купівля + продаж
- Властивість Діви
- Чистий
- Фабрика стилів
- Вижити зло
- Міські легенди
- Дивно чи що?
- Вінонна Ерп
- Нульова година